# Лобанівська сільська рада
Ло́банівська сільська́ ра́да — адміністративно-територіальна одиниця та орган місцевого самоврядування у Джанкойському районі Автономної Республіки Крим. Адміністративний центр — село Лобанове.

## Загальні відомості
- Населення ради: 3 027 осіб (станом на 2001 рік)

## Населені пункти
Сільській раді підпорядковані населені пункти:
- с. Лобанове
- с. Жилине
- с. Мар'їне
- с. Орденоносне
- с-ще Ясне

## Склад ради
Рада складалася з 16 депутатів та голови.
- Голова ради: Парфьонова Євгенія Олексіївна
- Секретар ради: Лугова Валентина Миколаївна

### Керівний склад попередніх скликань
| Прізвище, ім'я, по батькові   | Основні відомості                                                         | Дата обрання | Дата звільнення |
| ----------------------------- | ------------------------------------------------------------------------- | ------------ | --------------- |
| Євпак Степан Іванович         | Сільський голова, 1949 року народження, член Партії регіонів              | 26.03.2006   | 02.03.2010      |
| Парфьонова Євгенія Олексіївна | Сільський голова, 1951 року народження, освіта вища, член Партії регіонів | 31.10.2010   |                 |

Примітка: таблиця складена за даними сайту Верховної Ради України

### Депутати
За результатами місцевих виборів 2010 року депутатами ради стали:

#### За суб'єктами висування
| Суб'єкт висування | Кількість обраних депутатів | %   |
| ----------------- | --------------------------- | --- |
| Партія регіонів   | 16                          | 100 |

#### За округами
| № округу        | Прізвище, ім'я, по батькові      | Дата визнання обраним | Освіта             | Партійна приналежність | Відомості про обраного депутата                                    |
| --------------- | -------------------------------- | --------------------- | ------------------ | ---------------------- | ------------------------------------------------------------------ |
| Партія регіонів |                                  |                       |                    |                        |                                                                    |
| 1               | Суханек Валентина Григоріївна    | 08.11.2010            | середня            | член Партії регіонів   | пенсіонер                                                          |
| 2               | Крупичко Ірина Сергіївна         | 08.11.2010            | середня спеціальна | член Партії регіонів   | Лобанівський навчально-виховний комплекс, вчитель                  |
| 3               | Валенчук Любов Олексіївна        | 08.11.2010            | середня спеціальна | член Партії регіонів   | пенсіонер                                                          |
| 4               | Холодилова Лариса Олексіївна     | 08.11.2010            | середня            | член Партії регіонів   | Лобанівська сільська рада, інспектор військового обліку            |
| 5               | Лагутіна Ніна Єгорівна           | 08.11.2010            | середня спеціальна | член Партії регіонів   | Лобанівська амбулаторія, фельдшер                                  |
| 6               | Лугова Валентина Миколаївна      | 08.11.2010            | вища               | член Партії регіонів   | тимчасово не працює                                                |
| 7               | Снігирьова Наталія Володимирівна | 08.11.2010            | середня спеціальна | член Партії регіонів   | сільське комунальне підприємство «Вега», контролер                 |
| 8               | Дрозд Віктор Степанович          | 08.11.2010            | середня спеціальна | член Партії регіонів   | Придніпровська залізниця ст. «Богемка», майстер                    |
| 9               | Петрович Раїса Володимирівна     | 08.11.2010            | середня            | член Партії регіонів   | пенсіонер                                                          |
| 10              | Бородецька Євгенія Вацлавівна    | 08.11.2010            | середня            | член Партії регіонів   | пенсіонер                                                          |
| 11              | Ганієва Савіль Юсупівна          | 08.11.2010            | вища               | член Партії регіонів   | пенсіонер                                                          |
| 12              | Джемадінова Гульізар Кадирівна   | 08.11.2010            | середня спеціальна | позапартійна           | тимчасово не працює                                                |
| 13              | Омельченко Тетяна Дмитрівна      | 08.11.2010            | середня спеціальна | член Партії регіонів   | Мар'їнський сільський клуб, завідувачка                            |
| 14              | Снігирьова Людмила Матвіївна     | 08.11.2010            | середня            | позапартійна           | Мар'їнський фельдшерсько-акушерський пункт, молодша медична сестра |
| 15              | Усеінов Решат                    | 08.11.2010            | середня            | позапартійний          | пенсіонер                                                          |
| 16              | Літковська Тетяна Анатоліївна    | 08.11.2010            | вища               | позапартійна           | приватний підприємець                                              |